# Changavara, Sira
Changavara là một làng thuộc tehsil Sira, huyện Tumkur, bang Karnataka, Ấn Độ.